# Sebastián Santos Rosales
Sebastián Santos Rosales (León, 21 gennaio 2003) è un calciatore messicano, centrocampista del León.

## Caratteristiche tecniche
Gioca come centrocampista centrale.

## Carriera
Ha iniziato a giocare a calcio nel settore giovanile del Pachuca, per poi passare al León nel 2021. Ha debuttato in prima squadra il 29 gennaio 2023 nell'incontro di Liga MX preggiato 0-0 contro il Santos Laguna.

## Statistiche

### Presenze e reti nei club
Statistiche aggiornate al 4 marzo 2025.
| Stagione        | Squadra         | Campionato      | Campionato | Campionato | Coppe nazionali | Coppe nazionali | Coppe nazionali | Coppe continentali | Coppe continentali | Coppe continentali | Altre coppe | Altre coppe | Altre coppe | Totale | Totale | Totale |
| Stagione        | Squadra         | Comp            | Pres       | Reti       | Comp            | Pres            | Reti            | Comp               | Pres               | Reti               | Comp        | Pres        | Reti        | Pres   | Reti   |        |
| --------------- | --------------- | --------------- | ---------- | ---------- | --------------- | --------------- | --------------- | ------------------ | ------------------ | ------------------ | ----------- | ----------- | ----------- | ------ | ------ | ------ |
| 2022-2023       | León            | LMX             | 1          | 0          | -               | -               | -               | CCL                | 1                  | 0                  | -           | -           | -           | 11     | 0      |        |
| 2023-2024       | León            | LMX             | 14         | 0          | -               | -               | -               | -                  | -                  | -                  | LC+Cmc      | 0+1         | 0           | 27     | 0      |        |
| 2024-2025       | León            | LMX             | 14         | 0          | -               | -               | -               | -                  | -                  | -                  | LC          | 0           | 0           | 18     | 0      |        |
| Totale carriera | Totale carriera | Totale carriera | 29         | 0          |                 | -               | -               |                    | 1                  | 0                  |             | 1           | 0           | 31     | 0      |        |

## Palmarès

### Club

#### Competizioni internazionali
- CONCACAF Champions League: 1

León: 2023